# Mein Herz gehört Dir
Mein Herz gehört Dir (Arbeitstitel: Ich glaube an Dich) ist ein 1944/45 entstandener reichsdeutscher Spielfilm von Rolf Hansen. Die Hauptrollen spielen Heidemarie Hatheyer, Viktor Staal und Paul Klinger. Dem Film liegt Theodor Fontanes Roman Mathilde Möhring (1914) zugrunde.

## Handlung
Die Handlung spielt im Berlin der Kaiserzeit, rund um die Jahrhundertwende. Der Studiosus Hugo Großmann ist ein Träumer, der in den Tag hineinlebt und auch sein Studium nicht allzu ernst nimmt. Zu der anstehenden Examensprüfung kommt er unvorbereitet und fällt erwartungsgemäß durch. Auch das berührt ihn nicht sonderlich, und als einzige Konsequenz nimmt er sich vor, seine Lebenshaltungskosten zu minimieren und sich ein preisgünstigeres Zimmerchen zu suchen. Diese Unterkunft erhält er von der zuvorkommenden Frau Möhring, die ein Kolonialwarengeschäft betreibt. Die alte Dame hat eine Tochter namens Mathilde, und die ist das genaue Gegenteil von Hugo: fleißig, engagiert und sehr strebsam. Obwohl sie den Bummelstudenten auf Anhieb mag, kann sie dessen Lebensstil und seine Auffassungen nicht teilen, geschweige denn gutheißen. Weil Hugo Mathildes Missbilligung durchaus bemerkt und auch sein Freund Hans Ribbeck Hugos Nonchalance mit Unverständnis begegnet, behauptet er ihr gegenüber, dass er Beamter beim Katasteramt sei. Schon am nächsten Tag fliegt der Schwindel jedoch auf. Mathilde nimmt sich daraufhin vor, Hugo Großmann umzukrempeln und aus ihm einen strebsamen und pflichtbewussten Menschen zu machen. Die altruistische Mathilde geht als erstes den Prüfungsstoff mit Hugo detailliert durch, sodass er bei der Prüfungswiederholung, zu der sie Hugo drängt, diesmal Erfolg hat.
Als Hugo an Masern erkrankt, ist es erneut Mathilde Möhring, die sich für Hugo aufopfert und ihn gesund pflegt. Dafür schließt sie sogar vorübergehend den Kolonialladen ihrer Mutter, in dem sie hauptberuflich arbeitet. Der genesene Hugo erkennt, wie viel Hingabe ihm Mathilde entgegenbringt, und macht ihr einen Heiratsantrag, den sie annimmt. Auch seine Examensprüfung, mit der er zum Referendar zugelassen wird, besteht Hugo diesmal mit Bravour. In der Ehe zeichnen sich erneut die gravierenden Wesenunterschiede der beiden ab: Während sich Hugo bei der Karriereplanung antriebslos zeigt, ist es Mathilde, die ihn immer wieder antreibt, nach Höherem zu streben. Schließlich bewirbt er sich mit ihrer tatkräftigen Unterstützung um den Posten eines Bürgermeister der Gemeinde Woldenstein – mit Erfolg. Der Posten weckt Hugos Lebensgeister, und zum ersten Mal in seinem Leben beginnt er sich für etwas zu engagieren. Ein Kernziel des neuen Bürgermeisters ist es, dem Ort eine Bahnverbindung zu ermöglichen. Mathildes Interventionen weist er, nunmehr mit neuem Selbstbewusstsein ausgestattet, zurück. Die ist darüber nicht unglücklich, erkennt sie doch, dass aus ihrem schlaffen Gatten nunmehr ein „ganzer Mann“ geworden ist.
Bald aber erleidet Mathilde Möhring-Großmanns Leben einen schweren Rückschlag. Als sie hochschwanger ist, kommt Hugo – ausgerechnet nachdem die Bahneinweihung zu seinem größten Triumph geworden ist – bei einem schweren Unfall ums Leben. Wieder muss Mathilde ganz auf sich alleingestellt eine neue Situation meistern. Sie kehrt zu ihrer Mutter zurück, kümmert sich um das Kolonialwarengeschäft und zieht nebenbei auch noch ihren und Hugos gemeinsamen Sohn groß. In dieser schweren Zeit erweist sich Hugos bester Freund Hans auch Mathilde gegenüber als guter Kumpan und unterstützt sie nach Leibeskräften. In Momenten größter Verzweiflung steht er ihr mit Rat und Tat zur Seite und bringt Mathilde dazu, ein Hauslehrerin-Examen zu machen. Hans liebt Mathilde, doch sie macht ihm keine Hoffnung. Und so verlässt er desillusioniert den Ort und zieht in eine andere Stadt. Jahre vergehen, bis sich die beiden wieder sehen. Hans gesteht Mathilde nunmehr offen seine Liebe, doch erneut muss er eine Zurückweisung entgegennehmen: Mathilde hat ihren Hugo derart geliebt, dass ihr Herz einfach für niemand anderen frei ist.

## Produktionsnotizen
Die Dreharbeiten begannen am 2. November 1944 und endeten im Februar 1945. Bei Kriegsende befand sich der Film in der Musik-Synchronisation. Die Premiere fand am 9. Juni 1950 in Ostberlin statt, wo der Film unter dem Vorlagentitel Mathilde Möhring lief. In der Bundesrepublik konnte man den Streifen erstmals am 6. Februar 1952 in Köln sehen, dort dann unter dem Titel Mein Herz gehört Dir. Der Film trug auch die Alternativtitel Erlebnis einer großen Liebe und Ich glaube an Dich.
Berlin-Film-Herstellungsgruppenleiter Franz Tapper wirkte hier auch als Produktionsleiter. Hans Ledersteger und Ernst Richter gestalteten die Filmbauten.

## Kritik
Im Lexikon des Internationalen Films heißt es: „Gediegene, auch schauspielerisch beachtliche Fontane-Verfilmung.“